# زانتوسین تری‌فسفات
زانتوسین تری‌فسفات (به انگلیسی: Xanthosine triphosphate) با فرمول شیمیایی C۱۰H۱۵N۴O۱۵P۳ یک ترکیب شیمیایی با شناسه پاب‌کم ۱۲۱۸۸۷ است. که جرم مولی آن 524.17 g/mol می‌باشد. 